# لی فیتزپاتریک
لی فیتزپاتریک (انگلیسی: Lee Fitzpatrick؛ زادهٔ ۳۱ اکتبر ۱۹۷۸) بازیکن فوتبال اهل بریتانیا است.
از باشگاه‌هایی که در آن بازی کرده‌است می‌توان به باشگاه فوتبال رادکلیف بورو، باشگاه فوتبال بلکبرن روورز، باشگاه فوتبال هارتل پول یونایتد، باشگاه فوتبال اشتون یونایتد، باشگاه فوتبال استیونج، و باشگاه فوتبال درویلزدن اشاره کرد.